# Doridoxoidea
Doridoxoidea zijn een superfamilie van weekdieren uit de klasse van de Gastropoda (slakken).

## Taxonomie
De volgende familie is bij de superfamilie ingedeeld:
- Doridoxidae Bergh, 1899